# Échelle NACA

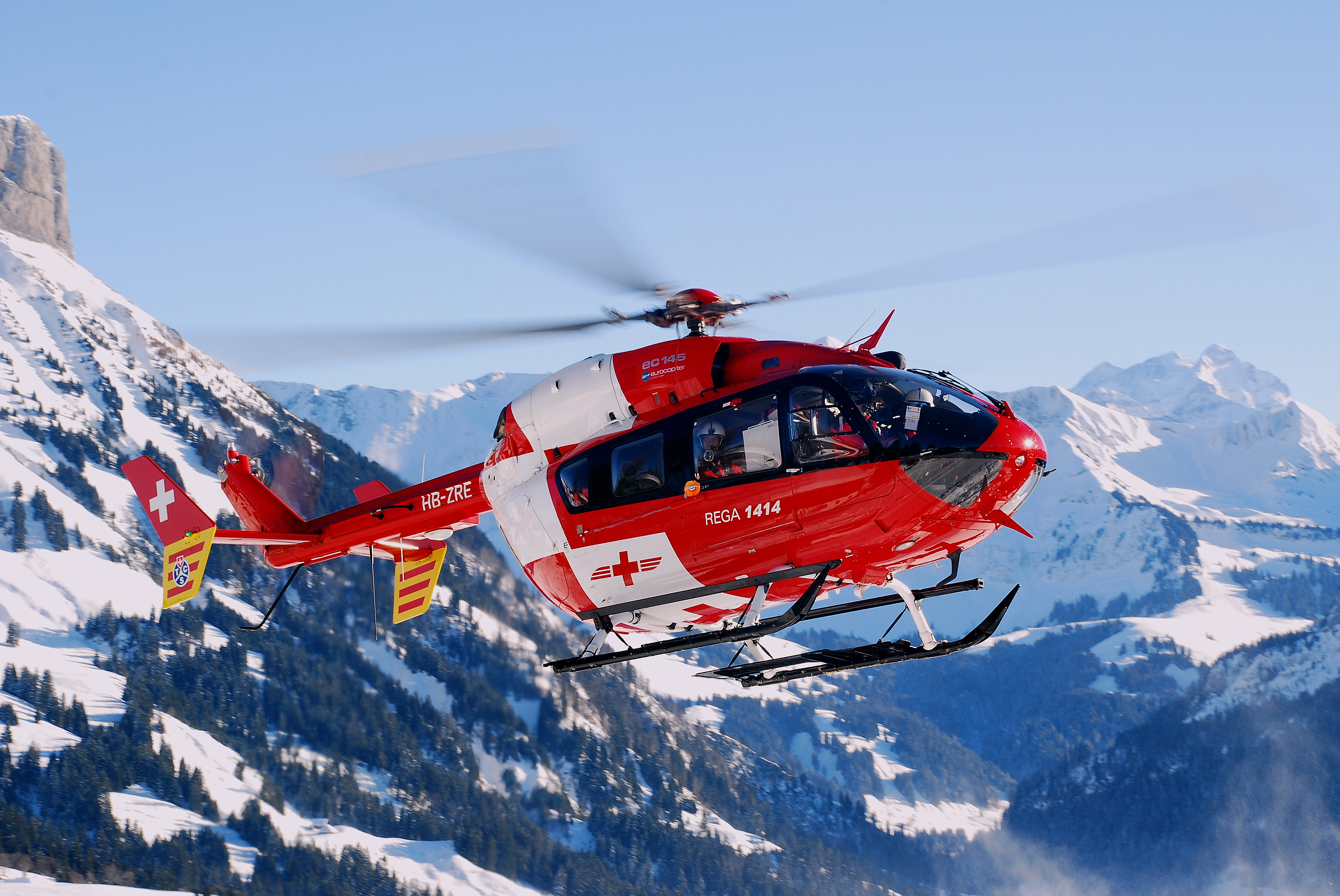
L'échelle NACA est notamment utilisée dans les secours médicaux par voie aérienne (ici un hélicoptère de la REGA (Garde aérienne suisse de sauvetage)).

Dans le domaine de l’aide médicale urgente, l'échelle NACA — ou score NACA — est une échelle d’appréciation pré-hospitalière de la gravité des atteintes médicales ou chirurgicales qui utilise les chiffres 0 (indemne) à VII (décès) afin de quantifier la sévérité de la pathologie. 

## Historique et utilisation
Elle a été introduite aux États-Unis d'Amérique initialement pour la description des victimes d’accidents d’avion par le National Advisory Committee for Aeronautics (d’où son nom), et est désormais utilisée internationalement.

## L'échelle NACA
| Catégorie | Description | Exemples (liste non-exhaustive)                                                                                |
| --------- | --- | --- |
| NACA 0    | Aucune blessure ou maladie. Cette catégorie est souvent supprimée et remplacée par « NACA I ».                                                                           | |
| NACA I    | Perturbation mineure. Aucune intervention médicale d'urgence n'est nécessaire.                                                                                           | - Abrasion. |
| NACA II   | Perturbation légère à modérée. Examen médical ambulatoire, mais généralement pas de mesures médicales d'urgence nécessaires.                                             | - Fracture d'un os du doigt. - Coupures modérées. - Déshydratation.                                            |
| NACA III  | Trouble modéré à grave mais ne mettant pas la vie en danger. Soins d'urgence nécessaires sur le site (pré-hospitalier).                                                  | - Fracture ouverte ou d'os majeur (fémur). - Accident vasculaire cérébral (AVC) léger. - Inhalation de fumées. |
| NACA IV   | Incident grave où l'on ne peut pas exclure une évolution défavorable (possible danger de mort). Dans la majorité des cas, des soins médicaux d'urgence sont nécessaires. | - Traumatisme sévère avec déficit neurologique. - Crise d'asthme grave - Empoisonnement médicamenteux          |
| NACA V    | Incident majeur. | - Traumatisme crânien ou cérébral. - Polytraumatisé. - Crise cardiaque.                                        |
| NACA VI   | Atteinte majeure d'une fonction vitale (pronostic vital engagé initialement)                                                                                             | - Arrêt respiratoire et/ou arrêt cardiaque.                                                                    |
| NACA VII  | Décès « NACA VII » est un terme équivalent à l’abréviation « Delta-Charlie-Delta » pour « décédé » (DCD).                                                                | |